# Ґас Голл
Ґас Голл (англ. Gus Hall; повне ім'я при народженні швед. Arvo Gustav Halberg, А́рво Ґу́став Га́лберґ; 8 жовтня 1910 — 13 жовтня 2000) — американський політик, Генеральний секретар Комуністичної партії США.

## Життєпис
Народився 8 жовтня 1910 року в Черрі, Міннесота, США у фінській родині. Працював лісорубом на сталеливарному заводі. У 1927 році вступив до Комуністичної партії США. В 1951 році був заарештований за звинуваченням в організації заколоту проти уряду США. Звільнився з ув'язнення у 1957 році, в 1959 році обраний генеральним секретарем Комуністичної партії США, а з 1988 року Національний голова Компартії США. Чотири рази брав участь у виборах Президента США як кандидат на цю посаду від різних політичних лівих сил.

## Автор книг
- Автор книг і публікацій з питань політики, економіки та міжнаціональних відносин в Америці.

## Нагороди та відзнаки
- Орден Дружби народів (1975)
- Орден Леніна (1977)